# Вирус гепатита C

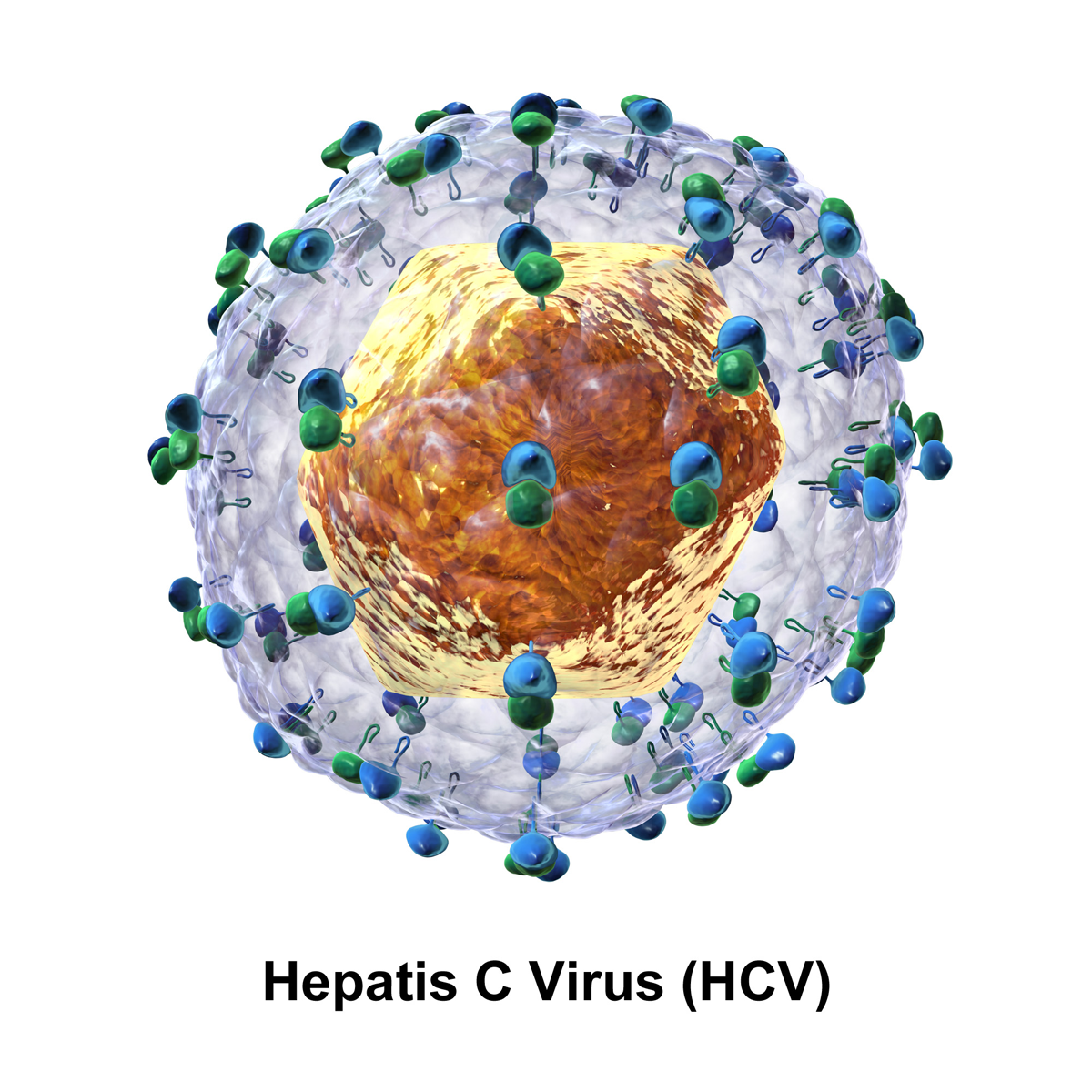
Диаграмма строения частицы вируса гепатита C

Вирус гепатита C (лат. Hepacivirus C, HCV) — вирус-возбудитель гепатита C у человека и шимпанзе. РНК-содержащий вирус, относящийся к семейству Flaviviridae (род Hepacivirus; в этот же род входят вирусы, вызывающие заболевания, похожие на гепатит C, у собак и лошадей). Открыт в 1989 г. методом клонирования ДНК-копии вируса, вызывавшего парентеральный гепатит «ни А ни В» у инфицированных шимпанзе. Это первый вирус, идентифицированный на основании расшифровки последовательности нуклеотидов задолго до его электронно-микроскопической визуализации. Согласно классификации вирусов по Балтимору относится к классу IV. К настоящему времени этим вирусом инфицировано не менее 3 % населения Земли.
В 2020 г. Нобелевская премия по медицине была присуждена американским вирусологам Харви Олтеру, Чарльзу Райсу и британцу Майклу Хаутону за открытие вируса гепатита C.

## История открытия
Первые работы, в итоге успешно закончившиеся идентификацией вируса и установлением его патологической роли в заболеваниях печени, были начаты ещё в начале 1970-х годов Харви Алтером. Алтер, работая в системе Национальных институтов здравоохранения США, пытался выяснить причины заражения гепатитом при переливаниях крови (в то время вероятность заражения гепатитом в результате гемотрансфузий доходила до 30 %), исследуя образцы крови, переливание которых впоследствии вызывало гепатит у здоровых реципиентов. К 1975 г. он установил, что, вероятно, за часть случаев гепатита отвечает ещё не открытый вирус. В конце 1970-х годов Алтер экспериментально доказал предположение об инфекционной природе нового заболевания путём переливания сыворотки крови шимпанзе от доноров, чья кровь вызывала заболевания гепатитом.
Длительное время не удавалось определить, что же именно вызывает гепатит C. В 1982 г. Майкл Хаутон начал лабораторные исследования по идентификации возбудителя гепатита C. К концу 1980-х годов ему удалось добиться успеха, применив новый подход — молекулярное клонирование фрагментов генома вирусов в бактериях. Благодаря работам Хаутона и руководимой им группы исследователей удалось не только идентифицировать возбудитель, но и внедрить в повсеместное использование скрининговые тесты (их начали применять с 1990 г.), что позволило резко снизить частоту гемотрансфузионных заражений.
Чарльз Райс явился основоположником работ по изучению вируса гепатита C в лабораторных условиях с использованием модельных животных и клеточных культур. Изначально шимпанзе были единственным видом животных, которых был способен инфицировать вирус гепатита C. Но исследования на человекообразных обезьянах очень дороги и сложны и, что самое главное, на них накладываются очень строгие этические ограничения. Эти обстоятельства очень затрудняют получение новых актуальных данных. В 2000 г. возглавляемая Райсом команда исследователей сообщила об успешном опыте культивирования вируса гепатита C в клеточной линии рака печени человека. Кроме того, они достигли успеха и в создании химерной линии мышей с отключённым иммунитетом, у которых печень состоит из человеческих гепатоцитов, что делает их восприимчивыми к человеческому вирусу (отсутствие иммунитета предотвращает отторжение чужеродных клеток). Благодаря работам Райса и его группы удалось детально изучить биологию вируса и начать поиск эффективных лекарств (первые подобные работы были начаты именно в его лаборатории).
В 2020 г. Алтер, Хаутон и Райс были удостоены Нобелевской премии по физиологии и медицине за открытие вируса гепатита C и установление его роли в развитии заболеваний печени у человека. Все трое лауреатов принимали ранее и принимают сейчас активное участие в работах по созданию вакцины против вируса гепатита C.

## Строение

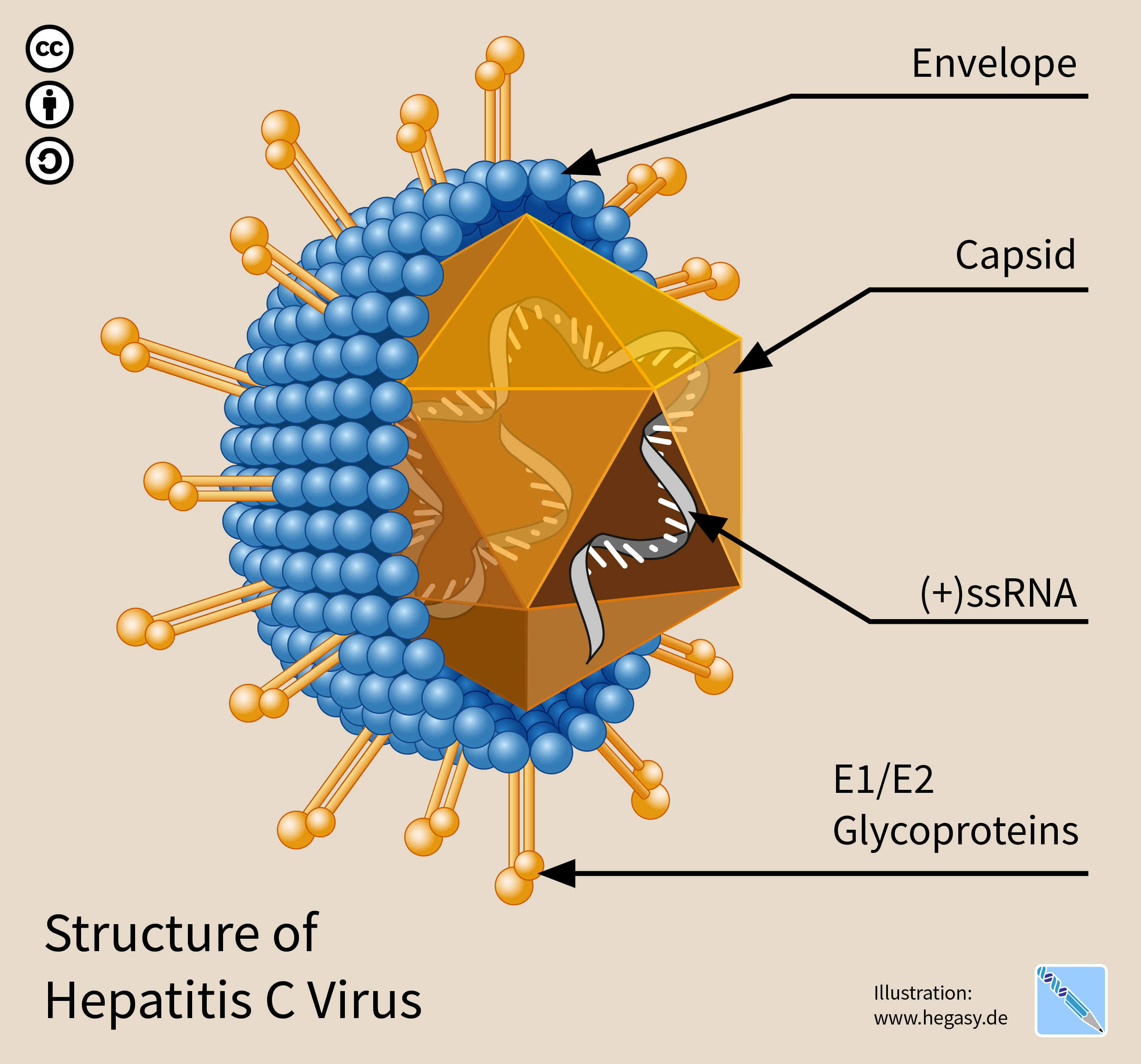
Структура вируса гепатита C

### Геном
Геном вируса представлен однонитевой линейной (+)РНК размером около 9400 нуклеотидов, которая способна выполнять функцию как мРНК, так и служить матрицей для синтеза дочерних копий вирусного генома. В геноме содержится всего один ген, который кодирует 9 различных белков. Изначально РНК вируса гепатита C транслируется с образованием полипептида длиной около 3000 аминокислот. В геноме вируса содержится два некодирующих региона и одна большая открытая рамка считывания, кодирующая структурные и неструктурные белки. Гены, кодирующие структурные белки, расположены в области 5'-конца цепочки РНК, а неструктурные — в области 3'-конца. К структурным белкам относятся core, Е1 и Е2 белки. Сore-белок является белком нуклеокапсида, он обладает РНК-связывающей активностью, модулирует транскрипцию и трансляцию некоторых клеточных генов и обладает онкогенным потенциалом. Именно с core-белком связывают выраженность прямого цитопатического эффекта вируса гепатита C. Е1 и Е2 белки — гликопротеины внешней оболочки вируса высоковариабельны, а их С-концевые части гидрофобны и могут принимать участие во взаимодействии с клеточной мембраной. В структурной зоне кодируется также пептид р7, играющий важную роль в высвобождении вириона из инфицированной клетки. Неструктурная область вирусного генома кодирует 6 белков — NS2, NS3, NS4A, NS4B, NS5A и NS5B. Функции NS2 и NS4 предположительно связывают с клеточной мембраной. Кроме того, белок NS2 является вирусной цинк-зависимой протеиназой и вместе с клеточными пептидазами участвует в аутокаталитическом нарезании самого себя из вирусного полипротеина. Белок NS3 — это вирусная протеиназа, играющая важную роль в процессинге вирусных белков. Белок NS4A действует как эффектор или кофактор для NS3, он регулирует фосфорилирование белка NS5A, который обладает функцией репликазы. Имеется ряд доказательств, что от NS5A зависит резистентность к IFN-α, так как в нём выделен регион, участвующий в ингибировании индуцируемой IFN-α протеинкиназы. Белок NS5B является вирусной РНК-зависимой РНК-полимеразой. Согласно современным представлениям, в инфицированной клетке белки NS4A, NS4B, NS5A и NS5B вместе с белком NS3 ассоциируются в некую структуру, которая играет важную роль в вирусной репликации. Высокая консервативность 5′- и 3′- некодирующих регионов и их важная роль в репликации вируса делают их перспективными мишенями для разработки средств лечения и профилактики вирусного гепатита C.
Одной из важнейших особенностей генома HCV является его выраженная  геномная гетерогенность, обусловленная высоким уровнем репродукции и частотой возникновения ошибок при репликации (по этой причине HCV, фактически, существует как квазивид, состоящий из нескольких генотипов и множества подтипов, способных к генетической рекомбинации; что, впрочем, характерно для многих РНК-вирусов). Скорость продукции вирусных частиц достигает 1011−1012 в сутки с периодом полужизни вирусных частиц от 2,2 до 7,2 ч. (в среднем около 3 ч.). Оценочно каждый заражённый гепатоцит ежесуточно продуцирует около 50 вирионов. Подверженность мутациям отдельных участков генома различна (наиболее вариабельными являются области, кодирующие гликопротеины внешней оболочки Е2 и Е1). Подобная мультивариантность HCV приводит к постоянному состязанию между образованием новых антигенных вариантов и продукцией нейтрализующих антител, что обеспечивает «ускользание» из-под иммунологического надзора, а также формирование резистентности к противовирусным препаратам и длительную многолетнюю хроническую персистенцию HCV в организме.

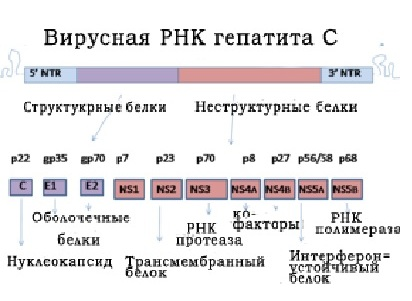
Структурно-функциональная организация генома вируса гепатита C

Считается, что генетический материал HCV не способен интегрироваться в геном инфицированных клеток.

### Структура вириона
Размер вирионов составляет 30—50 нм.
В крови около 75 % вирусных частиц ассоциированы с липопротеинами низкой и очень низкой плотности. Синтез липопротеинов происходит в эндоплазматическом ретикулюме (ЭПР) гепатоцитов, где они, предположительно, взаимодействуют с белковолипидной оболочкой HCV, образуя комплекс (т. н. липовирусные частицы). В составе такого комплекса вирусные частицы защищены от воздействия антител и, за счёт взаимодействия с рецепторами ЛПН, проникают в клетки (в первую очередь в гепатоциты). Также в механизмах проникновения липовирусных частиц вируса гепатита C в клетки участвует рецептор SR-BI (рецептор липопротеинов высокой плотности).
Частицы вируса имеют белково-липидную оболочку, сформированную липидами инфицированных клеток и поверхностными белками вируса. Под оболочкой располагается нуклеокапсид икосаэдрической формы, который сформирован сердцевинным (core) белком и содержит вирусную РНК. Размеры нуклеокапсида составляют 33—40 нм.
Детальное строение вируса гепатита C до сих пор не выяснено, что обусловлено низким содержанием вируса в крови инфицированных людей и животных (в клеточных культурах вирус не размножается) и способностью вирусных частиц образовывать комплексы с антителами и липопротеинами крови.

## Жизненный цикл вируса

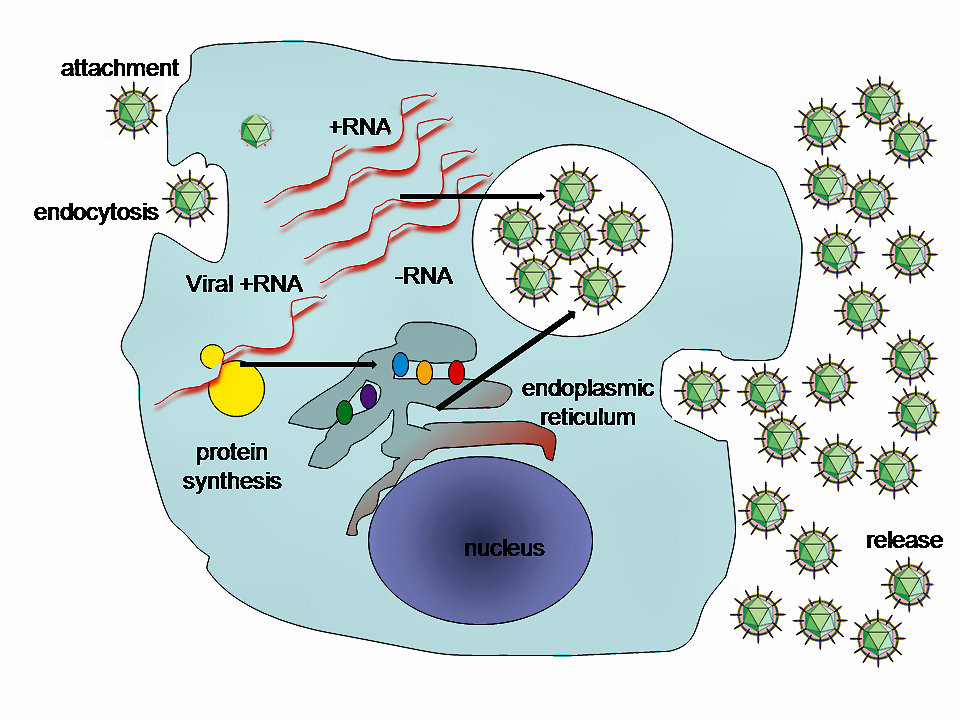
Упрощенная схема цикла репликации вируса гепатита C

РНК вируса, составляющая материальную основу его генома, может выступать в качестве мРНК, целиком транслирующейся на рибосомах ЭПР инфицированных клеток. В результате такой полной трансляции образуется полипротеин, содержащий в себе все вирусные белки. Полипротеин расщепляется на функциональные белки с помощью клеточных и вирусных протеаз (образуется 3 структурных белка, затем входящих в состав зрелого вируса, и 7 неструктурных белков, обеспечивающих репликацию HCV). Процессы фолдинга и пострансляционых модификаций белков Е1 и Е2 целиком проходят в пространстве ЭПР.
На геномной РНК вируса, выступающей в качестве матрицы для воспроизведения, происходит и синтез дочерних копий вирусного генома при участии специфической вирусной РНК-полимеразы, образующейся в результате расщепления полипротеина. Благодаря этому геномная РНК вируса гепатита C обладает самостоятельной инфицирующей способностью (она способна инфицировать клетки даже попадая в них в «голом виде», то есть не в составе зрелых вирионов), что впрочем, характерно для всех вирусов класса IV классификации Балтимора. Дочерние копии вирусного генома, в свою очередь, могут выступать как в роли мРНК, так и входить в состав новых вирионов, продуцируемых инфицированными клетками.
Сборка частиц ВГС осуществляется в мембранах эндоплазматического ретикулума, вакуолях аппарата Гольджи и цитоплазме. Сердцевинный белок остается на цитоплазматической поверхности ЭПР и в липидных вакуолях цитоплазмы, а оболочечные белки частично проникают во внутреннюю полость ЭПР. В эндоплазматической сети белки Е1 и Е2 формируют комплекс и подвергаются процессингу, который, вероятно, заканчивается в секреторных вакуолях аппарата Гольджи. Нуклеокапсид после упаковки РНК покрывается оболочкой, и вирус выпочковывается в цистерны ЭПР. Сформировавшиеся вирусные частицы покидают клетку в составе секреторных вакуолей. Скорость образования вирионов у пациентов с хронической ВГС-инфекцией может достигать 1012 частиц в сутки.
Помимо рецептора ЛПН, в механизмах проникновения вируса в клетки участвует рецептор CD81 (экспонированный на поверхности большинства клеток). Считается, что посредством связывания с этим рецептором в клетки проникают вирусные частицы, не ассоциированные с липопротеинами.
HCV обладает тропизмом не только к печени, но и к некоторым другим тканям и органам. Он способен, в частности, реплицироваться в клетках иммунной системы, включая моноциты/макрофаги и В-клетки, в дендритных клетках, гематопоэтических клетках-предшественниках, микроглии, кардиомиоцитах, кишечном эпителии, остеобластах и В-клеточных фолликулах лимфатических узлов. Показано, что инфицированные лимфоидные клетки могут быть причиной заражения здоровой печени при её трансплантации. Внепечёночный резервуар инфекции может служить источником реактивации болезни после прекращения интерферонотерапии, а также играть роль в развитии таких патологических процессов иммунной системы, как лимфома В-клеток и смешанная криоглобулинемия.

## Подтипы вируса
Известно 8 основных генотипов HCV, которые, на основании различий в первичной структуре РНК, подразделяются более чем на 100 подтипов. Типы вируса гепатита C обозначаются арабскими цифрами (1-8), а подтипы — латинскими буквами (1a, 1b, 2a и т. д.). Каждый из вирусных генотипов обладает своими особенностями патогенеза и путей передачи, что обуславливает важность правильной и точной диагностики и существенные различия в применяемой антивирусной терапии. 1b-генотип чаще приводит к развитию цирроза и гепатоцеллюлярной карциномы печени. Подтипы 1a и 3b передаются, преимущественно, «шприцевым» методом, в силу чего наиболее распространены у лиц, принимающих внутривенные наркотики. 1b подтип чаще всего передаётся при переливаниях крови.
Генотипы HCV значительно различаются по своей географической распространённости. Так, к примеру, генотип 6 распространён, преимущественно, в Юго-Восточной Азии. Генотип 4 — в Северной и Центральной Африке, 5- в Южной Африке. В Японии преобладает генотип 1b. В США — 1a генотип. В европейской части России преобладают 1b и 3a генотипы.
Инфицирование одним генотипом не даёт иммунитета против инфицирования другим типом, поэтому возможно одновременное заражение двумя и более штаммами. В большинстве из этих случаев один из штаммов доминирует над другим.
HCV способен к генетической рекомбинации между своими генотипами, подтипами генотипов и штаммами одного и того же подтипа.

## Происхождение вируса
Все существующие генотипы, по всей видимости, произошли от генотипа 1b. Современные методы молекулярно-эволюционных исследований показывают, что генотипы 2-6 образовались около 300—400 лет назад, а деление их на подтипы началось около 200 лет назад. Окончательно современный спектр подтипов вируса гепатита C сформировался к середине XX века.
Эволюционное происхождение HCV до сих пор остаётся невыясненным, однако общепринятой является точка зрения о его зоонозном происхождении: вероятно, вирус передался человеку от летучих мышей и/или грызунов. Данные эволюционно-филогенетических исследований свидетельствуют о том, что прародиной вируса является Африка. Расцвет работорговли в конце XVII в. положил начало выходу вируса за пределы Африканского континента и повсеместному его распространению среди населения Земли (основным — магистральным — направлением распространения был регион Карибского бассейна). Но эволюционный анализ вируса генотипа 3 свидетельствует о том, что этот генотип начал распространяться ещё во времена арабской работорговли между Юго-Восточной Африкой, Ближним Востоком и Южной Азией. В эпоху колониализма африканские колонии послужили источником распространения вируса в страны Европы. Но вплоть до начала XX в. темпы распространения HCV в человеческой популяции были низкими, а уровень общей заболеваемости — невысоким. И только в XX столетии произошло по-настоящему глобальное распространение HCV среди населения Земли, сопровождавшееся повсеместным резким подъёмом заболеваемости с формированием отдельных эпидемически неблагополучных регионов. Можно выделить несколько волн распространения ВГС в XX в.: 1. Первая Мировая Война, сопровождавшаяся первыми по-настоящему массовыми миграциями населения между разными регионами Земного шара (в первую очередь между Европой, Юго-Восточной Азией и Северной Америкой) 2. Вторая Мировая Война, также сопровождавшаяся массовыми миграциями и широким внедрением в медицинскую практику гемотрансфузий и методов внутривенного введения лекарственных препаратов 3. кампании по массовой вакцинации населения Земли от различных инфекционных заболеваний, начатые в 50-е годы XX в. 4. распространение героиновой наркомании начиная с 60-х гг. XX в.

## Устойчивость во внешней среде
Устойчив к температурам до 50 °С, но инактивируется при более высоких температурах, под действием органических растворителей, УФ-излучения и распространённых дезинфектантов. В целом вирус малоустойчив во внешней среде.

## Иммуногенность
HCV обладает слабой иммуногенностью, в силу чего вызывает лишь мало выраженный и растянутый во времени иммунный ответ (специфические антитела, к тому же обладающие слабым вируснейтрализующим действием, начинают образовываться не ранее чем через 2 недели после попадания вируса в организм). Это же обстоятельство является причиной того, что HCV способен вызывать повторную инфекцию у людей, переболевших в острой форме и выздоровевших. До 60 % людей, перенесших вирусный гепатит C с выздоровлением, не имеют антител к антигенам HCV уже через 3 года (а у тех индивидуумов, в крови которых антитела обнаруживаются более длительный срок, они содержатся в низком титре).

## Вакцина против гепатита C
Попытки создания вакцины, несмотря на активные исследования практически с момента идентификации возбудителя в 1989 г., до сих пор не привели к успеху. Большинство специалистов скептически относится к самой возможности создания классической вакцины против гепатита C. В настоящее время основные усилия в этой области сосредоточены на поиске и разработке средств стимуляции клеточных механизмов противовирусного иммунитета посредством, в частности, ДНК-вакцин.